# West Fargo (Dakota del Norte)
West Fargo es una ciudad ubicada en el condado de Cass en el estado estadounidense de Dakota del Norte. En el censo de 2010 tenía una población de 25830 habitantes y una densidad poblacional de 677,79 personas por km².

## Geografía
West Fargo se encuentra ubicada en las coordenadas 46°51′23″N 96°54′18″O / 46.85639, -96.90500. Según la Oficina del Censo de los Estados Unidos, West Fargo tiene una superficie total de 38.11 km², de la cual 37.4 km² corresponden a tierra firme y (1.87%) 0.71 km² es agua.

## Demografía
Según el censo de 2010, había 25830 personas residiendo en West Fargo. La densidad de población era de 677,79 hab./km². De los 25830 habitantes, West Fargo estaba compuesto por el 93.51% blancos, el 1.99% eran afroamericanos, el 0.95% eran amerindios, el 1.4% eran asiáticos, el 0.02% eran isleños del Pacífico, el 0.36% eran de otras razas y el 1.76% pertenecían a dos o más razas. Del total de la población el 1.83% eran hispanos o latinos de cualquier raza.